# Bộ trưởng Bộ Dân tộc và Tôn giáo (Việt Nam)
Bộ trưởng Bộ Dân tộc và Tôn giáo Việt Nam là người đứng đầu Bộ Dân tộc và Tôn giáo Việt Nam. Bộ trưởng hiện tại là Đào Ngọc Dung.

## Nhiệm vụ
Tại khoản 1 Điều 2 Quyết định 89/QĐ-BDTTG ngày 7/3/2025 quy định về nhiệm vụ của Bộ trưởng như sau:
a) Lãnh đạo, chỉ đạo, quản lý, điều hành toàn diện công tác Đảng bộ và mọi hoạt động thuộc chức năng, nhiệm vụ, quyền hạn của Bộ Dân tộc và Tôn giáo, những công việc thuộc thẩm quyền, trách nhiệm của Bộ và Bộ trưởng được quy định trong Luật tổ chức Chính phủ, Quy chế làm việc của Chính phủ và các văn bản quy phạm pháp luật khác có liên quan.
b) Trực tiếp chỉ đạo, điều hành các lĩnh vực sau:
- Chiến lược, kế hoạch, quy hoạch ngành, lĩnh vực của Bộ;
- Xây dựng thế chế, chính sách;
- Công tác tổ chức, cán bộ; cải cách hành chính và bảo vệ chính trị nội bộ;
- Phụ trách về công tác thi đua, khen thưởng.
c) Trực tiếp phụ trách các đơn vị: Vụ Tổ chức cán bộ.
d) Làm nhiệm vụ:
- Chủ tịch Hội đồng thi đua - khen thưởng của Bộ;
- Trưởng ban Bảo vệ chính trị nội bộ của Bộ;
- Trưởng ban Chỉ đạo Cải cách hành chính của Bộ;
- Trưởng ban Chỉ đạo Chuyển đổi số của Bộ;
- Các Ban chỉ đạo, ủy ban, các hội đồng theo quyết định của Chính phủ, Thủ tướng Chính phủ; Phó Trưởng ban Chỉ đạo Trung ương các chương trình mục tiêu quốc gia và Chương trình xóa nhà tạm, nhà dột nát của Trung ương.

## Danh sách Bộ trưởng
| STT                                     | Bộ trưởng Bộ Dân tộc và Tôn giáo | Bộ trưởng Bộ Dân tộc và Tôn giáo | Nhiệm kỳ                         | Nhiệm kỳ                                | Chức vụ                                | Ghi chú                          |
| STT                                     | Bộ trưởng Bộ Dân tộc và Tôn giáo | Bộ trưởng Bộ Dân tộc và Tôn giáo | Bắt đầu                          | Kết thúc                                | Chức vụ                                | Ghi chú                          |
| Nha Dân tộc Thiểu số (1945-1955)        | Nha Dân tộc Thiểu số (1945-1955) | Nha Dân tộc Thiểu số (1945-1955) | Nha Dân tộc Thiểu số (1945-1955) | Nha Dân tộc Thiểu số (1945-1955)        | Nha Dân tộc Thiểu số (1945-1955)       | Nha Dân tộc Thiểu số (1945-1955) |
| --------------------------------------- | -------------------------------- | -------------------------------- | -------------------------------- | --------------------------------------- | -------------------------------------- | -------------------------------- |
| 1                                       |                                  | Hoàng Văn Phùng (1909-1974)      | 3 tháng 5 năm 1946               | 1 tháng 2 năm 1955                      | Giám đốc Nha Dân tộc Thiểu số          | Dân tộc Tày                      |
| Tiểu ban Dân tộc Trung ương (1955-1959) |                                  |                                  |                                  |                                         |                                        |                                  |
| 2                                       |                                  | Bùi San (1914-2003)              | 1 tháng 2 năm 1955               | 6 tháng 3 năm 1959                      | Trưởng Tiểu ban Dân tộc Trung ương     | Dân tộc Kinh                     |
| Ủy ban Dân tộc (1959-1987)              |                                  |                                  |                                  |                                         |                                        |                                  |
| 3                                       |                                  | Chu Văn Tấn (1910-1984)          | 6 tháng 3 năm 1959               | 1 tháng 1 năm 1960                      | Chủ nhiệm Ủy ban dân tộc của Chính phủ | Dân tộc Nùng                     |
| 4                                       |                                  | Lê Quảng Ba (1914-1988)          | 1 tháng 1 năm 1960               | 28 tháng 2 năm 1977                     | Chủ nhiệm Ủy ban dân tộc của Chính phủ | Dân tộc Tày                      |
| 5                                       |                                  | Vũ Lập (1924-1987)               | 28 tháng 2 năm 1977              | 26 tháng 6 năm 1978 23 tháng 2 năm 1979 | Chủ nhiệm Ủy ban dân tộc của Chính phủ | Dân tộc Tày                      |
| 6                                       |                                  | Hoàng Văn Kiểu (1921-2006)       | 23 tháng 2 năm 1979              | 1 tháng 2 năm 1987                      | Chủ nhiệm Ủy ban dân tộc của Chính phủ | Dân tộc Tày                      |
| Ban Dân tộc Trung ương (1977-1992)      |                                  |                                  |                                  |                                         |                                        |                                  |
| 7                                       |                                  | Hoàng Trường Minh (1922-1989)    | 1 tháng 2 năm 1982               | 1 tháng 8 năm 1989                      | Trưởng ban Dân tộc Trung ương          | Dân tộc Tày                      |
| 8                                       |                                  | Nông Đức Mạnh (sinh 1940)        | 1 tháng 8 năm 1989               | 23 tháng 9 năm 1992                     | Trưởng ban Dân tộc Trung ương          | Dân tộc Tày                      |
| Ủy ban Dân tộc và Miền núi (1992-2002)  |                                  |                                  |                                  |                                         |                                        |                                  |
| 9                                       |                                  | Hoàng Đức Nghi (1940 - 2006)     | 23 tháng 9 năm 1992              | 8 tháng 8 năm 2002                      | Chủ nhiệm Ủy ban Dân tộc và Miền núi   | Dân tộc Tày                      |
| Ủy ban Dân tộc (2002-2025)              |                                  |                                  |                                  |                                         |                                        |                                  |
| 10                                      |                                  | Ksor Phước (sinh 1954)           | 8 tháng 8 năm 2002               | 2 tháng 8 năm 2007                      | Bộ trưởng, Chủ nhiệm Ủy ban Dân tộc    | Dân tộc Gia Rai                  |
| 11                                      |                                  | Giàng Seo Phử (1951-2017)        | 2 tháng 8 năm 2007               | 8 tháng 4 năm 2016                      | Bộ trưởng, Chủ nhiệm Ủy ban Dân tộc    | Dân tộc H'Mông                   |
| 12                                      |                                  | Đỗ Văn Chiến (sinh 1962)         | 9 tháng 4 năm 2016               | 7 tháng 4 năm 2021                      | Bộ trưởng, Chủ nhiệm Ủy ban Dân tộc    | Dân tộc Sán Dìu                  |
| 13                                      |                                  | Hầu A Lềnh (sinh 1973)           | 8 tháng 4 năm 2021               | 22 tháng 1 năm 2025                     | Bộ trưởng, Chủ nhiệm Ủy ban Dân tộc    | Dân tộc H'Mông                   |
| Bộ Dân tộc và Tôn giáo (2025-nay)       |                                  |                                  |                                  |                                         |                                        |                                  |
| 14                                      |                                  | Đào Ngọc Dung (sinh 1962)        | 18 tháng 2 năm 2025              | nay                                     | Bộ trưởng Bộ Dân tộc và Tôn giáo       | Dân tộc Kinh                     |